# Spinone italiano
De spinone italiano is een hondenras dat afkomstig is uit Italië. Het is een oud ras, dat terug te leiden is tot ongeveer 500 v.Chr.. Het dier wordt gebruikt als jachthond en dan met name om te apporteren. Ook wordt het ras gebruikt als gezelschapshond. Het dier lijkt op de Duitse staande hond (draadhaar). Het is zeer populair in het Verenigd Koninkrijk.
Een volwassen reu wordt ongeveer 65 tot 70 centimeter hoog, een volwassen teef ongeveer 62 centimeter. Het gewicht ligt rond 38 kilogram.
Bracco italiano ·
Braque d'Auvergne ·
Braque de l'Ariège ·
Braque du Bourbonnais ·
Braque Dupuy ·
Braque français ·
Braque Saint-Germain ·
Český fousek ·
Drentsche patrijshond ·
Duitse staande hond (draadhaar) ·
… (korthaar) ·
… (langhaar) ·
… (stekelhaar) ·
Engelse setter ·
Épagneul bleu de Picardie ·
Épagneul breton ·
Épagneul de Pont-Audemer ·
Épagneul français ·
Épagneul picard ·
Gammel dansk hønsehund ·
Gordon setter ·
Griffon Boulet ·
Griffon Korthals ·
Grote münsterländer ·
Ierse setter ·
Kleine münsterländer ·
Perdigueiro de Burgos ·
Perdigueiro português ·
Poedelpointer ·
Pointer ·
Slovenský hrubosrstý stavač ·
Spinone italiano ·
Stabij ·
Vizsla ·
Weimarse staande hond